# Romano-africain

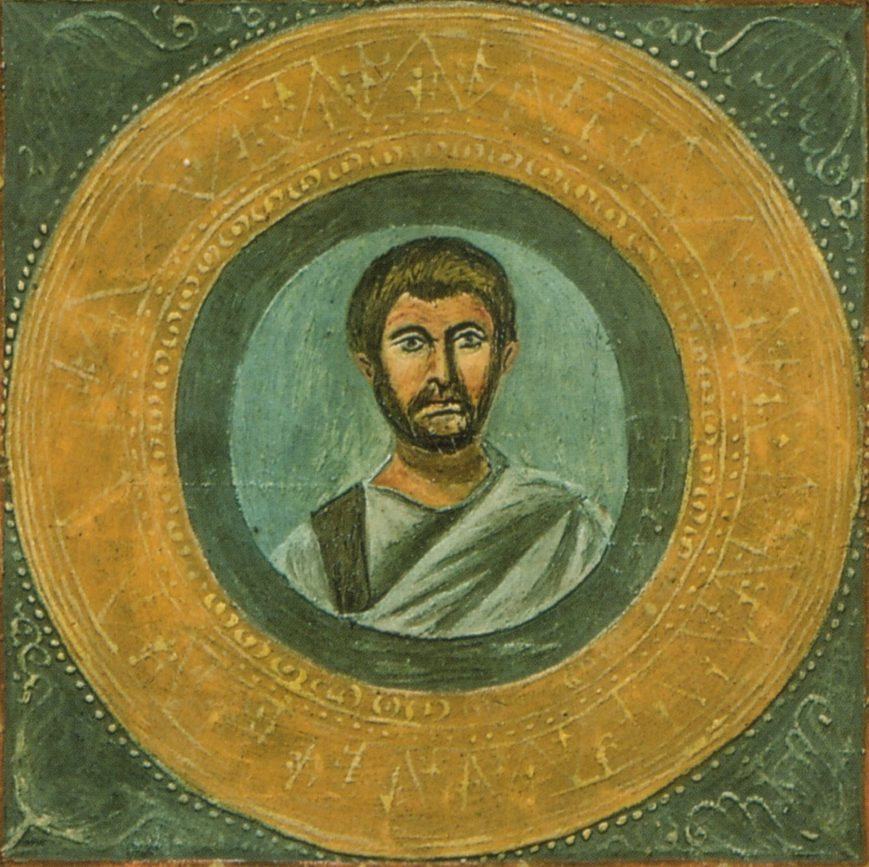
Portrait du poète romano-africain Térence, Térence du Vatican,

Les Romano-Africains ou Romano-Libyens, appelés Afariqa par les auteurs de langue arabe, sont les anciennes populations maghrébines de culture romaine et qui parlaient leur propre variété de latin (roman africain). Ils étaient principalement concentrés de la conquête romaine dans l'Antiquité, à la fin du Moyen Âge (environ le xive siècle) dans toutes les villes côtières de l'actuelle Tunisie, en Tripolitaine, en l'Algérie orientale (aire géographique connue sous le nom d'Ifriqiya, de la province romaine d'Afrique), et dans certaines zones du Maroc.
Les romano-africains étaient d'origine berbère, de souche locale, ou punique, mais pouvaient aussi être des descendants de populations venues de Rome elle-même, ou de diverses régions de l'empire, notamment les légionnaires.

## Caractéristiques
Ces populations latinisées et de culture romaine, généralement citadines, se différenciaient des populations berbérophones généralement rurales, montagnardes, sédentaires ou nomades, qui étaient désignées par le terme latin de Maurii (Maures) et que l'on désignera plus tard par Berbères (terme par ailleurs ambigu car vient du punique verra "dehors" par extension étranger, qui prendra un "b"[réf. nécessaire]), non touchés par la romanisation et qui ont conservé leur langue, leur culture et leur organisation sociale traditionnelle d'avant l'occupation romaine de l'Afrique du nord, ces Maurii étaient majoritaires dans la Numidie, et se concentraient surtout dans la partie Ouest (Maurétanie tingitane et césarienne, faiblement romanisées), les campagnes, l'intérieur du pays, les montagnes et le désert.
Les romano-africains ont d'abord adopté les dieux romains, imposés par les autorités, puis ont été parmi les premières populations de la moitié occidentale de l'empire à se convertir au christianisme, et parmi leurs figures chrétiennes les plus connues figurent sainte Félicité et sainte Perpétue, saint Cyprien et saint Augustin, entre autres. C'est parmi ces chrétiens qu'est apparu le donatisme, une hérésie. Contrairement aux Maurii, ils portaient des noms latins, en plus de parler le latin, comme pour les noms de Septime Sévère (Lucius Septimius Severus) ou de Saint Augustin (Aurelius Augustinus).

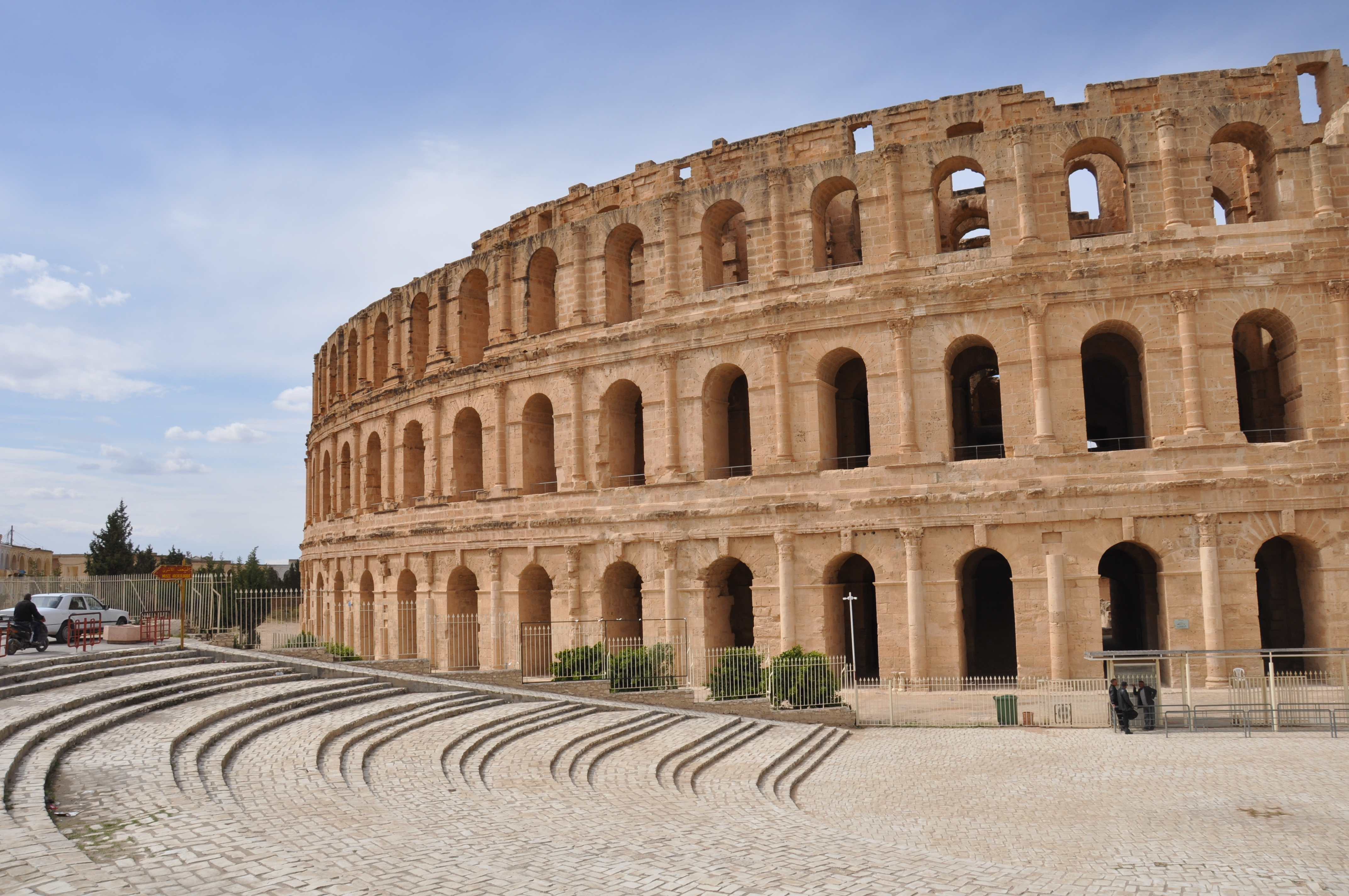
L'amphithéâtre de Thysdrus (à El jem).

La province d'Afrique était une des plus riches provinces de l'Empire (rivalisant avec l'Égypte, la Syrie et la péninsule italique avec Rome elle-même) et en conséquence des gens de tout l'Empire migraient vers la province. Un grand nombre de vétérans de l'armée romaine ont migré vers la province pour les lots de terre promis pour leurs services militaires. L'historien Theodor Mommsen estime que sous Hadrien, près d'un tiers de la population de la province d'Afrique descendait de vétérans romains.
Toutefois, la présence militaire romaine en Afrique du nord était relativement faible, consistant en 28 000 troupes et auxiliaires en Numidie. À partir du iie siècle, ces garnisons étaient principalement constituées d'habitants locaux. Une population multinationale conséquente parlant latin s'est développée dans la région, se mixant et partageant l'Afrique du nord avec les locuteurs du punique et du berbère,. Les forces de sécurité impériales ont commencé à être recrutées parmi la population locale, y compris les Berbères.
À la fin de la chute de l'Empire romain d'occident, près de l'intégralité de la province d'Afrique était pleinement romanisée, selon Mommsen dans The Provinces of the Roman Empire. Les romano-africains bénéficiaient d'un haut niveau de prospérité. Une telle prospérité (et romanisation) a également partiellement touché les populations berbères vivant en dehors des limes romaines (dont les peuples berbères Garamantes et Gétules).
Les populations romano-africaines conservèrent leur langue latine et leur religion chrétienne, catholique ou d'hérésie donatiste pendant l'occupation vandale de l'Afrique du Nord, pendant la période byzantine, et jusqu'à la période islamique, où ils se convertirent progressivement à l'islam jusqu'à la disparition totale du christianisme au XIIe siècle sous la dynastie berbère Almohades, et de la langue latine (langue romane d'Afrique du Nord) au Moyen Âge également. La dialecte latin parlé par les romano-africains (le  roman africain) constitue un substrat significatif des variétés modernes de langues berbères et d'arabe maghrébin,.  
A également contribué à cette disparition l'exil vers l'Europe. Arthur Pellegrin a écrit que « de 647, date de la bataille de Sbeïtla où l’armée byzantine du patrice Grégoire fut vaincue par les Arabes jusqu’à la prise de Carthage vers 700 par l’émir Hassan ben Nomân, se produisit un exode continu des habitants des ports, des villes et des bourgs de l’intérieur vers la Sicile, l’Espagne, la Sardaigne, l’Italie », « chrétiens qui s’effrayaient de passer sous le joug de l’Islam et préféraient abandonner leur patrie et leurs biens ». Charles Diehl, historien de Byzance, notait aussi qu'après la chute de Carthage, « une partie de la population eut le temps de s’embarquer, et elle alla chercher asile dans les îles voisines de la côte, en Sicile et jusque dans les possessions que l’empire conservait encore dans l’Extrême-Occident », ce dernier ajoutant plus loin que « vers 717, le khalife Omar II retira aux catholiques leurs privilèges ; ils durent se convertir ou quitter le pays. Beaucoup émigrèrent, s’en allèrent en Italie, en Gaule, jusqu’au fond de la Germanie ; un plus grand nombre encore abjura ».  
Ce thème fut repris par certains Européens d’Algérie, dits « Pieds-Noirs », après l’exode de 1962, cette population d’origine latine ayant depuis toujours pris l’habitude de se considérer comme l’héritière des romano-africains de l’Antiquité et du peuple de saint Augustin. Dans son livre L’Islam et la guerre d’Algérie paru en 1977, Alfred Boissenot fait ainsi le parallèle entre les deux événements :  
« Il y avait donc un peu plus de cent ans que les églises d’Afrique jouissaient de la paix sous la protection des empereurs de Constantinople, quand, en 647, des Arabes, venus de Tripolitaine, envahirent l’Afrique septentrionale. Vers l’an 708, un grand nombre de chrétiens, désireux d’échapper au joug musulman, s’embarquèrent pour l’Espagne, la Grèce ou l’Italie, en adressant un éternel adieu au sol de la patrie. Cet exode préfigurait étrangement celui des Français d’Algérie en 1962, plus de douze siècles après ! Quant aux chrétiens qui restèrent, ils durent subir la loi du vainqueur, c’est-à-dire embrasser l’islamisme ou payer le tribut prescrit par le Coran. »
Mais, dit une revue spécialisée, le christianisme latin survit quelque temps à la conquête arabe et, « si cet exode fut massif, il ne fut cependant pas total et c’est ce fait qui amène à parler de survivance chrétienne au Maghreb : l’étonnant est que des chrétiens, brusquement décimés et sevrés de tout apport spirituel, aient pu, en certaines régions isolées, se perpétuer pendant plus de cinq siècles ».  
Les conquérants arabo-musulmans au viie siècle distinguèrent trois catégories de population distinctes en Afrique du Nord : les Rum (byzantins) : population étrangère et élite administrative et militaire, généralement de langue grecque (originaire de Byzance), les afariqa : romano-africains, citadins locaux de langue latine, et les barbar : paysans berbérophones qui peuplaient la majeure partie des campagnes rurales.
« L'acceptation volontaire de la citoyenneté romaine par les membres de la classe dirigeante dans les villes africaines a produit des Africains romains comme le poète comique Terence, le rhétoricien Fronto de Cirta, le juriste Salvius Julianus d'Hadrumète, le romancier Apulée de Madauros, l'empereur Septime Sévère de Lepcis Magna, les chrétiens Tertullien et Cyprien de Carthage, et Arnobius de Sicca et son élève Lactance; le docteur angélique Augustin de Thagaste, l'épigrammatiste Luxorius de Vandal Carthage, et peut-être le biographe Suétone et le poète Dracontius.
- Paul MacKendrick, The North African Stones Speak (1969), UNC Press, 2000, p. 326 »